# Acide 3-uréidoisobutyrique
L’acide 3-uréidoisobutyrique, également appelé acide β-uréidoisobutyrique, est un intermédiaire métabolique de la dégradation de la thymine. Chez l'humain, elle s'accumule dans l'urine des patients souffrant d'un déficit en bêta-uréidopropionase (EC 3.5.1.6), ce qui permet de dépister les anomalies dans le métabolisme des pyrimidines et prévenir l'usage du 5-fluorouracile comme néoplasique lorsqu'il pourrait s'avérer gravement toxique pour l'organisme.

## Stéréochimie
L'acide 3-uréidoisobutyrique possède un atome de carbone asymétrique. Il est donc chiral et se présente sous la forme d'une paire d'énantiomères R et S.